# Elfe (motorfiets)
Elfe is een Duits historisch merk van motorfietsen.
De bedrijfsnaam was: Ing. Alexander Sachse, Elfe motorradbau, Leipzig-Stötteritz, later Motor-Fahrzeug-Bau-GmbH, later Dresden- Blasewitz.
Elfe bouwde eigen 196cc-tweetaktjes en zeer bijzondere frames. De klanten waren er niet dol op en de constructie was ook tamelijk duur. De naam van het bedrijf werd in het tweede jaar gewijzigd in Motor-Fahrzeug-Bau GmbH en het was toen gevestigd in Dresden-Blasewitz. De productie begon in 1923, toen in Duitsland honderden van dergelijke kleine motorfietsmerken ontstonden. In 1925 sloten er ruim 150 de poort weer en dat gebeurde bij Elfe ook.